# Powiat (Czechy)

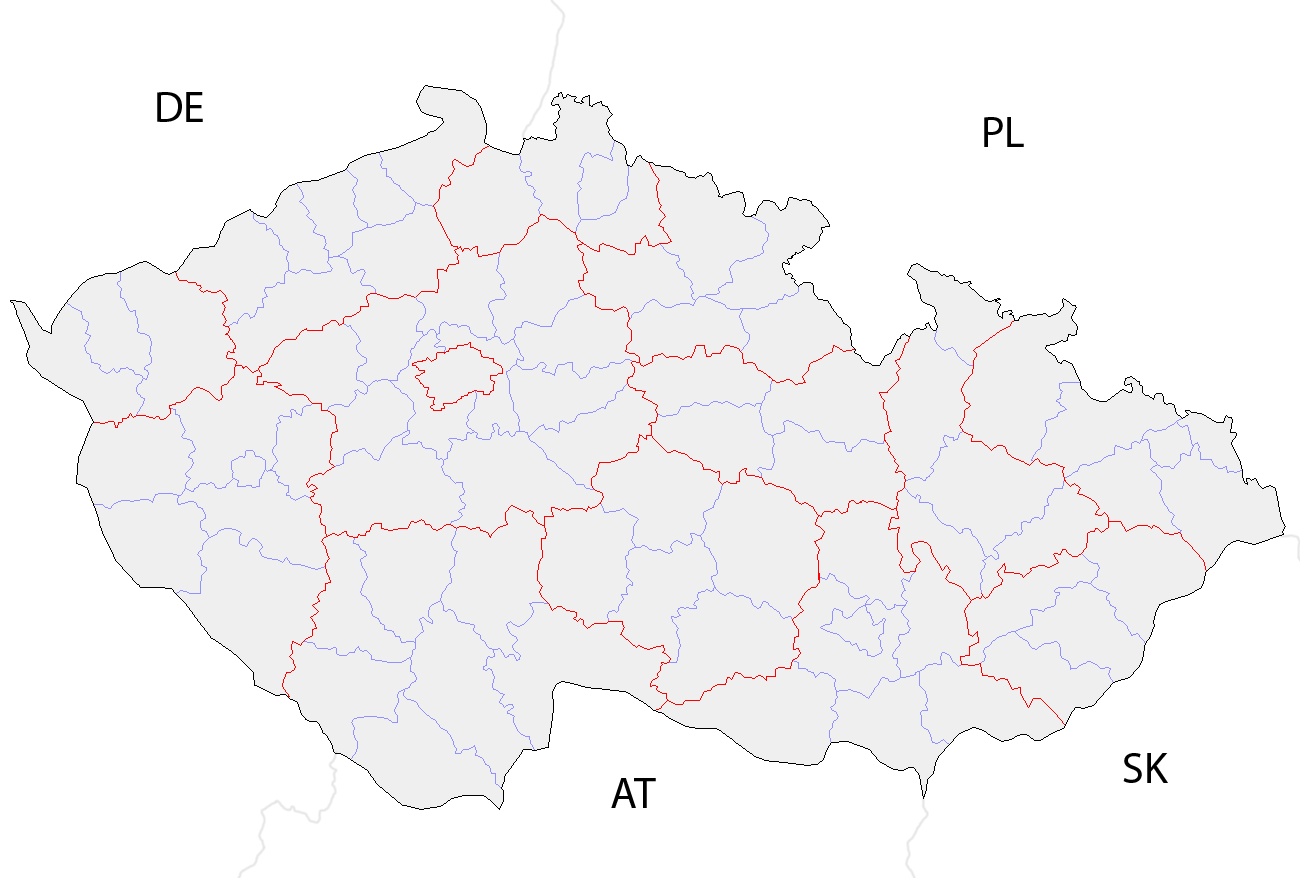
Powiaty Czech

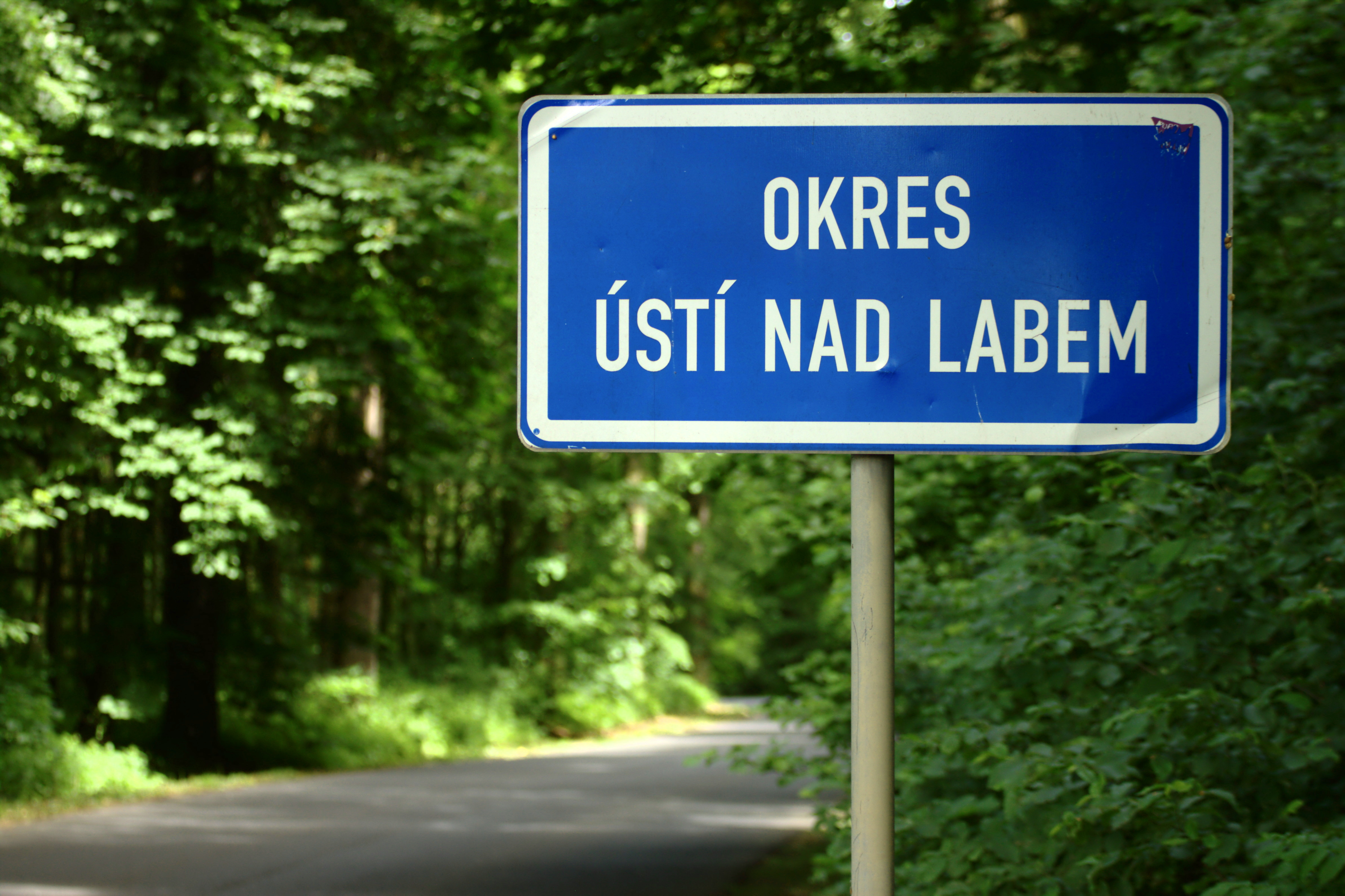
Znak drogowy informujący o wjeździe do powiatu Uście nad Łabą.

Powiat (cz. okres) – jednostka podziału administracyjnego II stopnia w Czechach. Jednostkami podrzędnymi są gminy (cz. obec), a nadrzędnymi kraje. Powiaty obecnie nie mają samorządu. Na przełomie 2002 i 2003 roku w ramach reformy administracyjnej zniesiono urzędy na szczeblu powiatowym. Pozostały one wyłącznie jednostkami statystycznymi i organizacyjnymi służby zdrowia, obwodami sądów, prokuratury, organów władzy rządowej, niektórych jednostek organizacyjnych policji, a w razie potrzeby również innych instytucji. Kompetencje urzędów powiatowych przejęły kraje i gminy z rozszerzoną działalnością. Przed reformą na czele powiatów stał přednosta wyznaczany i odwoływany przez rząd centralny. W latach 1990–2002 funkcjonowało 76 powiatów.

## Lista powiatów
Lista powiatów na terytorium Czech z uwzględnieniem ludności, powierzchni, liczby gmin i kraju.
| Kraj                                        | Powiat               | Powierzchnia (w km²) | Populacja (2018) | Liczba gmin |
| ------------------------------------------- | -------------------- | -------------------- | ---------------- | ----------- |
| Kraj karlowarski (Karlovarský kraj)         | Cheb                 | 1 046                | 91 563           | 40          |
| Kraj karlowarski (Karlovarský kraj)         | Karlowe Wary         | 1 511                | 115 328          | 54          |
| Kraj karlowarski (Karlovarský kraj)         | Sokolov              | 754                  | 88 795           | 38          |
| Kraj środkowoczeski (Středočeský kraj)      | Benešov              | 1 475                | 97 972           | 114         |
| Kraj środkowoczeski (Středočeský kraj)      | Beroun               | 704                  | 92 353           | 85          |
| Kraj środkowoczeski (Středočeský kraj)      | Kladno               | 720                  | 164 051          | 100         |
| Kraj środkowoczeski (Středočeský kraj)      | Kolín                | 744                  | 100 457          | 89          |
| Kraj środkowoczeski (Středočeský kraj)      | Kutná Hora           | 917                  | 75 189           | 88          |
| Kraj środkowoczeski (Středočeský kraj)      | Mielnik              | 701                  | 107 237          | 69          |
| Kraj środkowoczeski (Středočeský kraj)      | Mladá Boleslav       | 1 023                | 127 776          | 120         |
| Kraj środkowoczeski (Středočeský kraj)      | Nymburk              | 850                  | 98 837           | 87          |
| Kraj środkowoczeski (Středočeský kraj)      | Praga-Wschód         | 755                  | 176 203          | 110         |
| Kraj środkowoczeski (Středočeský kraj)      | Praga-Zachód         | 580                  | 142 910          | 79          |
| Kraj środkowoczeski (Středočeský kraj)      | Przybram             | 1 563                | 114 403          | 121         |
| Kraj środkowoczeski (Středočeský kraj)      | Rakovník             | 896                  | 55 407           | 83          |
| Kraj hradecki (Královéhradecký kraj)        | Hradec Králové       | 892                  | 163 520          | 104         |
| Kraj hradecki (Královéhradecký kraj)        | Jiczyn               | 887                  | 79 632           | 111         |
| Kraj hradecki (Královéhradecký kraj)        | Náchod               | 852                  | 110 420          | 78          |
| Kraj hradecki (Královéhradecký kraj)        | Rychnov nad Kněžnou  | 982                  | 78 979           | 80          |
| Kraj hradecki (Královéhradecký kraj)        | Trutnov              | 1 147                | 118 538          | 75          |
| Kraj liberecki (Liberecký kraj)             | Česká Lípa           | 1 073                | 103 094          | 57          |
| Kraj liberecki (Liberecký kraj)             | Jablonec nad Nysą    | 402                  | 90 376           | 34          |
| Kraj liberecki (Liberecký kraj)             | Liberec              | 989                  | 173 948          | 59          |
| Kraj liberecki (Liberecký kraj)             | Semily               | 699                  | 73 882           | 65          |
| Kraj morawsko-śląski (Moravskoslezský kraj) | Bruntál              | 1 537                | 92 453           | 67          |
| Kraj morawsko-śląski (Moravskoslezský kraj) | Frydek-Mistek        | 1 208                | 213 686          | 72          |
| Kraj morawsko-śląski (Moravskoslezský kraj) | Karwina              | 356                  | 249 377          | 17          |
| Kraj morawsko-śląski (Moravskoslezský kraj) | Nowy Jiczyn          | 882                  | 151 566          | 54          |
| Kraj morawsko-śląski (Moravskoslezský kraj) | Opawa                | 1 116                | 176 385          | 77          |
| Kraj morawsko-śląski (Moravskoslezský kraj) | Ostrawa              | 332                  | 322 419          | 13          |
| Kraj ołomuniecki (Olomoucký kraj)           | Jesionik             | 719                  | 38 659           | 24          |
| Kraj ołomuniecki (Olomoucký kraj)           | Ołomuniec            | 1 608                | 234 344          | 96          |
| Kraj ołomuniecki (Olomoucký kraj)           | Przerów              | 854                  | 108 669          | 104         |
| Kraj ołomuniecki (Olomoucký kraj)           | Prościejów           | 777                  | 130 515          | 97          |
| Kraj ołomuniecki (Olomoucký kraj)           | Šumperk              | 1 313                | 120 991          | 78          |
| Kraj pardubicki (Pardubický kraj)           | Chrudim              | 993                  | 104 158          | 108         |
| Kraj pardubicki (Pardubický kraj)           | Pardubice            | 880                  | 172 022          | 112         |
| Kraj pardubicki (Pardubický kraj)           | Svitavy              | 1 379                | 104 316          | 116         |
| Kraj pardubicki (Pardubický kraj)           | Uście nad Orlicą     | 1 267                | 137 841          | 115         |
| Kraj pilzneński (Plzeňský kraj)             | Domažlice            | 1 124                | 61 571           | 85          |
| Kraj pilzneński (Plzeňský kraj)             | Klatovy              | 1 946                | 86 318           | 94          |
| Kraj pilzneński (Plzeňský kraj)             | Pilzno               | 261                  | 189 747          | 15          |
| Kraj pilzneński (Plzeňský kraj)             | Pilzno Południe      | 997                  | 62 736           | 90          |
| Kraj pilzneński (Plzeňský kraj)             | Pilzno Północ        | 1 287                | 78 561           | 98          |
| Kraj pilzneński (Plzeňský kraj)             | Rokycany             | 657                  | 48 602           | 68          |
| Kraj pilzneński (Plzeňský kraj)             | Tachov               | 1 378                | 53 281           | 51          |
| Praga (Hlavní město Praha)                  | Praga                | 496                  | 1 294 513        | 1           |
| Kraj południowoczeski (Jihočeský kraj)      | Czeskie Budziejowice | 1 639                | 193 337          | 109         |
| Kraj południowoczeski (Jihočeský kraj)      | Český Krumlov        | 1 614                | 61 187           | 46          |
| Kraj południowoczeski (Jihočeský kraj)      | Jindřichův Hradec    | 1 944                | 90 835           | 106         |
| Kraj południowoczeski (Jihočeský kraj)      | Písek                | 1 127                | 71 067           | 75          |
| Kraj południowoczeski (Jihočeský kraj)      | Prachatice           | 1 377                | 50 700           | 65          |
| Kraj południowoczeski (Jihočeský kraj)      | Strakonice           | 1 032                | 70 760           | 112         |
| Kraj południowoczeski (Jihočeský kraj)      | Tabor                | 1 326                | 102 310          | 110         |
| Kraj południowomorawski (Jihomoravský kraj) | Blansko              | 862                  | 108 545          | 116         |
| Kraj południowomorawski (Jihomoravský kraj) | Brzecław             | 1 038                | 115 757          | 63          |
| Kraj południowomorawski (Jihomoravský kraj) | Brno (Brno-město)    | 230                  | 379 527          | 1           |
| Kraj południowomorawski (Jihomoravský kraj) | Brno (Brno-venkov)   | 1 499                | 219 903          | 187         |
| Kraj południowomorawski (Jihomoravský kraj) | Hodonín              | 1 099                | 154 353          | 82          |
| Kraj południowomorawski (Jihomoravský kraj) | Vyškov               | 869                  | 91 325           | 80          |
| Kraj południowomorawski (Jihomoravský kraj) | Znojmo               | 1 590                | 113 797          | 144         |
| Kraj ustecki (Ústecký kraj)                 | Chomutov             | 936                  | 124 347          | 44          |
| Kraj ustecki (Ústecký kraj)                 | Děčín                | 909                  | 130 329          | 52          |
| Kraj ustecki (Ústecký kraj)                 | Litomierzyce         | 1 032                | 119 553          | 105         |
| Kraj ustecki (Ústecký kraj)                 | Louny                | 1 121                | 86 372           | 70          |
| Kraj ustecki (Ústecký kraj)                 | Most                 | 467                  | 112 594          | 26          |
| Kraj ustecki (Ústecký kraj)                 | Cieplice             | 469                  | 128 387          | 34          |
| Kraj ustecki (Ústecký kraj)                 | Uście nad Łabą       | 405                  | 119 498          | 23          |
| Kraj Wysoczyna (Vysočina)                   | Havlíčkův Brod       | 1 265                | 94 486           | 120         |
| Kraj Wysoczyna (Vysočina)                   | Igława               | 1 199                | 112 930          | 123         |
| Kraj Wysoczyna (Vysočina)                   | Pelhřimov            | 1 290                | 72 143           | 120         |
| Kraj Wysoczyna (Vysočina)                   | Třebíč               | 1 463                | 111 426          | 167         |
| Kraj Wysoczyna (Vysočina)                   | Zdziar nad Sazawą    | 1 579                | 117 931          | 174         |
| Kraj zliński (Zlínský kraj)                 | Kromieryż            | 796                  | 105 670          | 79          |
| Kraj zliński (Zlínský kraj)                 | Uherské Hradiště     | 991                  | 142 434          | 78          |
| Kraj zliński (Zlínský kraj)                 | Vsetín               | 1 143                | 143 291          | 61          |
| Kraj zliński (Zlínský kraj)                 | Zlin                 | 1 034                | 191 661          | 89          |